# Corythalia serrapophysis
Corythalia serrapophysis är en spindelart som först beskrevs av Chamberlin, Ivie 1936.  Corythalia serrapophysis ingår i släktet Corythalia och familjen hoppspindlar. Inga underarter finns listade i Catalogue of Life.